# Dragonslayer
Dragonslayer (titulada Verdugo de dragones en Hispanoamérica y El dragón del lago de fuego en España) es una película de fantasía estadounidense de 1981 escrita por Hal Barwood y Matthew Robbins y dirigida por este último. Protagonizada por Peter MacNicol, Ralph Richardson, John Hallam y Caitlin Clarke, la película cuenta con unos efectos especiales que, realizados por Phil Tippett, fueron nominados en la ceremonia de los Óscar de 1982.
Dragonslayer significa en inglés, literalmente, «matador de dragones» o «matadragones».

## Argumento
Urland, un reino posromano del siglo VI situado cerca del río Ur, está siendo aterrorizado por Vermithrax Pejorative, un dragón de 400 años. Para apaciguar a la criatura, el rey Casiodoro dos veces al año realiza un sorteo donde por ley están obligadas a participar todas las muchachas vírgenes del reino sin importar su origen, incluida la princesa Elspeth, quien sea sorteada será sacrificada al dragón para apaciguarlo temporalmente. 
Buscando una solución definitiva una expedición liderada por Valerian, el joven hijo del herrero de Ur, busca ayuda del último hechicero, Ulrich de Cragganmore. La expedición es seguida por Tyrian, el brutal y cínico capitán de la Guardia Real de Casiodoro. Una vez en presencia del mago Tyrian y su lugarteniente Jerbul e intimidan abiertamente al mago, dudando de sus habilidades. Ulrich invita a Tyrian a apuñalarlo para demostrar sus poderes mágicos. Tyrian lo hace y Ulrich muere instantáneamente, para horror de su joven aprendiz Galen Bradwarden y su anciano sirviente Hodge, quienes incineran el cuerpo de Ulrich y guardan sus cenizas.
Galen es seleccionado por el amuleto mágico del mago como su próximo propietario, recibiendo los poderes de su maestro con ello; animado, viaja a Urland. En el camino, descubre que Valerian es una mujer joven, a quien su padre ha disfrazado desde su niñez para evitar que sea incluida en la lotería. En un esfuerzo por desalentar la expedición, Tyrian mata a Hodge. Justo antes de morir, Hodge le entrega las cenizas de Galen Ulrich y le informa que la última voluntad del mago era que las esparcieran en un lago de agua ardiente.
Al llegar a Urland, Galen usa su magia para provocar un derrumbe que sepulta la entrada a la cueva donde el dragón hizo su guarida. Felices al verse libres del peligro, los aldeanos celebran y Valerian revela abiertamente su género al resto de habitantes; sin embargo, Tyrian detiene a Galen y lo lleva al castillo Morgenhorme, desde donde el rey Casiodorus gobierna Urland. 
Casiodorus niega que Galen sea un verdadero mago y se queja de que su ataque solo provocó al dragón en lugar de matarlo, como lo hizo una vez su hermano y predecesor en el pasado. El rey confisca el amuleto y encarcela a Galen. Su hija, la princesa Elspeth, visita a Galen y se sorprende cuando él le revela que la lotería está manipulada ya que el rey ha excluido en cada sorteo su nombre y el de cualquier muchacha de la nobleza cuyas familia sea suficientemente rica como para sobornar al rey. Su padre no puede mentir de manera convincente cuando ella lo confronta por esto.
Mientras tanto, el dragón se libera de su prisión, provocando un terremoto. Galen escapa por poco de su prisión, pero sin el amuleto. El sacerdote del pueblo, el hermano Jacopus, dirige a su congregación para enfrentarse al dragón, denunciándolo como el Diablo. El dragón lo incinera y luego se dirige al pueblo de Swanscombe, quemando todo a su paso.
El rey ordena que se realice una lotería para aplacar al monstruo con un sacrificio, sin embargo Elspeth, sintiéndose culpable por la corrupción de su padre, manipula el sorteo para que solo se pueda elegir su nombre. Desesperado, el rey Casiodoro le devuelve el amuleto a Galen para que salve a su hija. Galen usa el amuleto para encantar una lanza pesada forjada por el padre de Valerian llamada Sicarius Dracorum, o "Dragonslayer" (matadragones) con la capacidad de perforar la piel blindada del dragón. Valerian reúne algunas escamas de dragón mudadas para crear un escudo para Galen. 
Valerian lamenta que, ahora que su disfraz ha desaparecido, será elegible para la lotería ya que todavía es virgen y que Galen se ha enamorado de la princesa Elspeth. Galen admite que se ha enamorado, pero de Valerian, no de Elspeth. La pareja se besa y se da cuenta de los sentimientos románticos que siente el uno por el otro.
Al intentar rescatar a Elspeth, fuera de la cueva, Tyrian embosca e intenta asesinar a Galen ya que ve cree que acabar con el dragón es un atentado contra el statu quo con que funciona el reino, por lo que tras un pelea el mago lo asesina. La princesa, sin embargo, está decidida a enmendar la situación de todas las chicas cuyos nombres han sido elegidos en el pasado por lo que desciende a la cueva del dragón donde muere. Galen la sigue y encuentra una camada de dragones jóvenes dándose un festín con su cadáver a los que extermina antes de enfrentar a Vermithrax en un lago de fuego subterráneo, arreglándoselas para herirlo hasta el mango de la lanza se rompe en la batalla y solo el escudo de Valerian lo salva de la incineración.
Al no poder matar a Vermithrax, Valerian convence a Galen de huir juntos de Swanscombe, pero mientras se preparan para partir, el amuleto muestra a Galen una visión del "agua ardiente" dentro de la cueva del dragón, comprendiendo que Ulrich había planeado su propia muerte y cremación, ya que era demasiado viejo y frágil para hacer el viaje él mismo.
Galen regresa a la cueva y esparce las cenizas sobre el lago de fuego. Tras resucitar, Ulrich revela que tiene poco tiempo y que Galen debe destruir el amuleto "cuando llegue el momento adecuado". Luego, se transporta a la cima de una montaña, donde convoca una tormenta y se enfrenta a Vermithrax. Después de una breve batalla, el monstruo atrapa al anciano y se eleva con él entre sus garras. A instancias de Ulrich, Galen aplasta el amuleto con una piedra. El cuerpo del mago explota y mata al dragón, cuyo cadáver cae del cielo.
Posteriormente, los aldeanos que inspeccionan el cadáver del dragón le dan crédito a Dios por la victoria hasta que el rey llega y clava una espada en el dragón para reclamar la gloria para sí mismo. Cuando Galen y Valerian abandonan Urland juntos, él confiesa que extraña tanto a Ulrich como al amuleto. Él dice: "Ojalá tuviéramos un caballo". De repente, aparece un caballo blanco, insinuando que el poder del amuleto ahora está dentro del propio Galen. La pareja monta a caballo y se aleja.

## Reparto
- Peter MacNicol: Galen Bradwarden
- Caitlin Clarke: Valerian
- Ralph Richardson: Ulrich de Craggenmoor
- John Hallam: Tyrian
- Peter Eyre: Casiodorus Rex
- Albert Salmi: Greil
- Sydney Bromley: Hodge
- Chloe Salaman: Princesa Elspeth
- Emrys James: Simon, el padre de Valerian
- Roger Kemp: Horsrik
- Ian McDiarmid: Hermano Jacopus
- Ken Shorter: Asistente
- Jason White: Asistente
- Yolande Palfrey: Víctima
- Douglas Cooper: Habitante de Urland
- Alf Mangan: Habitante de Urland
- David Mount: Habitante de Urland
- James Payne: Habitante de Urland
- Chris Twinn: Habitante de Urland

## Producción

### Efectos especiales
La película cuenta con diferentes tipos de efectos especiales, pero se ha hecho célebre por los efectos de animación utilizados para representar a Vermithrax, el dragón. La empresa responsable de los efectos, Industrial Light & Magic (ILM), y sobre todo el técnico de ILM Phil Tippett, realizaron todos los planos en los que Vermithrax aparece en pantalla, especialmente mediante una técnica puesta a punto por Tippett en el año anterior, para el episodio V de La guerra de las galaxias (El Imperio contraataca). En El Imperio contraataca Tippett había aplicado la técnica de animación en volumen llamada go motion para dar vida y movimiento a los animales de monta llamados tauntaun así como a los vehículos blindados de cuatro patas denominados AT-AT. En Dragonslayer se usaron hasta 16 modelos reducidos del dragón, cada uno de ellos destinado a ser usado en momentos en que el dragón debía caminar, volar, salir del agua, vomitar fuego etc. También se construyeron diferentes partes de un dragón a tamaño natural, partes que fueron llevadas a los estudios Pinewood, en las afueras de Londres, para ser allí ensambladas y usadas en el rodaje. Durante la ceremonia de entrega de premios de 1982 de la Academia de Artes y Ciencias Cinematográficas, los efectos especiales de Dragonslayer fueron nominados para un Óscar, pero finalmente la película que se llevó el Óscar a los mejores efectos especiales fue Raiders of the Lost Ark, de Steven Spielberg, aunque los efectos especiales de Raiders of the Lost Ark también eran de la compañía ILM, al igual que los de Dragonslayer.

## Premios y candidaturas
La película fue candidata a dos premios Óscar de la Academia (mejores efectos especiales y mejor música) y también a un premio Hugo a la mejor representación dramática. Ninguno de los tres le fue finalmente concedido: el Óscar a los mejores efectos especiales fue obtenido por Raiders of the Lost Ark, el Óscar a la mejor música se lo llevó Chariots of Fire y el Hugo a la mejor representación dramática también fue obtenido por Raiders of the Lost Ark.